# Epíteto homérico
Un epíteto homérico es un complemento de la mayoría de los nombres propios en las epopeyas griegas antiguas, en particular en las de Homero: la Ilíada y la Odisea.

## Formas del epíteto homérico
El epíteto más simple y el más frecuente es el adjetivo griego δῖος, dios, «divino», aplicable sin distinción a todos los héroes épicos. De hecho, algunos epítetos pueden ser aplicados indiferentemente a varias personas Diomedes (por ejemplo Iliada vi.12.) y Menelao (por ejemplo Odisea xv.14.) son calificados con un «poderoso grito de guerra» griego βοὴν ἀγαθὸς, boên agathos). En cambio, otros son personales: sólo Zeus es «porta-égida» (griego αἰγίοχος, aigíokhos), únicamente Aquiles es llamado el de «los pies ligeros»; y sólo Atenea es llamada «la de los ojos garzos». 
Puede también indicar la ascendencia del héroe: «hijo de Peleo» para Aquiles, «hijo de Atreo» para Agamenón o Menelao. Algunos epítetos se convirtieron en lugares comunes, como Eos (la Aurora) «la de los dedos rosados» (griego ῥοδοδάκτυλος Ἠώς, rododáktulos Êốs).

## Funciones
El epíteto homérico no tiene solo como fin caracterizar al héroe, suministra igualmente fragmentos de versos preparados para el aedo, quien compone la epopeya al mismo tiempo que su canto. Así, «el divino Ulises el resistente» (griego πολύτλας δῖος Ὀδυσσεύς) constituye un hemistiquio, listo para ser combinado con un hemistiquio inventado, o incluso con otro hemistiquio preparado para ser usado: así, del hexámetro «griego ὣς φάτο, γήθησεν δὲ / πολύτλας δῖος Ὀδυσσεύς» («con estas palabras, fue llenado de alegría / el divino Ulises, el resistente», Odisea xiii.250). Milman Parry, en su tesis sobre el Épithète traditionnelle dans Homère. Essai sur un problème de style homérique (1928), ha sido el primero en mostrar el papel del epíteto homérico en la mecánica del «estilo formulario».